# Zápisník agitátora 1985
Knihu Zápisník agitátora 1985 vydalo Oddělení propagandy a agitace ÚV KSČ v nakladatelství Svoboda, v roce 1984. Kniha sloužila agitátorům pro práci v terénu a konzervuje komunistickou ideologii posledních let před sametovou revolucí.
Je přeplněna politickými hesly a frázemi. Názvy kapitol jako „Proti silám agrese a války za mír a odzbrojení“ připomínají padesátá léta, navzdory skutečnosti, že kniha vyšla v polovině let osmdesátých.

## Výběr z obsahu
Přes různá usnesení ÚV KSČ a ÚV KSSS v úvodu se dostaneme ke kapitole „40 let hospodářského a sociálního rozvoje Československa“. Tam se dozvíme, že pod vedením KSČ jsme prošli revolučními přeměnami, a jsme změněni více, než za celá předcházející staletí. Je citován Klement Gottwald a porážka kontrarevolučního spiknutí buržoazie. Jsou zde obšírně popsány ekonomické úspěchy, jež jsou výsledkem obětavé a tvůrčí práce lidu, politiky komunistické strany a celé národní fronty. To vše za pomoci SSSR a dalších socialistických zemí. I touto kapitolou o hospodářství prostupují stále hesla o vyvrcholení národněosvobozeneckého boje našeho lidu a osvobození slavnou sovětskou armádou.
Jsou zde grafy o tunách vyrobené oceli a Brigádách socialistické práce. Jsou tu i zajímavé tabulky.
V roce 1980 bylo:
| Dělníků | Podnikatelů | Kapitalistů |
| ------- | ----------- | ----------- |
| 57,7 %  | 0,0 %       | ———         |

Ekonomický růst 1950–1982:
| RVHP  | EHS   |
| ----- | ----- |
| 8,6 × | 3,3 × |

Růst průmyslové výroby 1950-1982:
| RVHP   | EHS   |
| ------ | ----- |
| 13,8 × | 3,7 × |

Dále je popsána snaha Komunistické strany Československa (v knize se nepoužívá zkratka KSČ, je to několikrát na každé stránce vypisováno celým názvem) o trvalé zvyšování efektivity národního hospodářství po přijetí „Souboru opatření ke zdokonalení soustavy plánovitého řízení národního hospodářství po roce 1980.“ Lidé jsou taky vyzýváni k hledání účinnějších forem rozvoje socialistické tvůrčí iniciativy a zkvalitňování pokrokových metod, které se v průběhu socialistické výstavby osvědčily.
Další kapitola nás nabádá, abychom pracovali za mír a odzbrojení, proti silám agrese a války. (O rozvinuté síti zbrojovek v tehdejší ČSSR kniha taktně mlčí). Dále je hovořeno o rozporu politiky západních velmocí s odkazem protihitlerovské koalice a jejich podpoře vojenských reakčních režimů. Země, kterým jsme dodávali zbraně, kniha popisuje jako pokrokové státy které vedou národněosvobozenecký boj.
Po několika dalších kapitolách se dostaneme k samotné agitační práci. Po mnoha stránkách popisu zkušeností v SSSR, popisu jak využívat nástěnky na pracovištích, se dostaneme k aktuálním heslům roku 1985.
Zde je část z nich. Citace:
- Všechny síly strany a lidu pro splnění programu XVI. sjezdu KSČ!
- Proletáři všech zemí, spojte se!
- Leninskou cestou, k dalšímu rozvoji naší socialistické vlasti!
- Se Sovětským svazem na věčné časy a nikdy jinak!
- Buduj vlast – posílíš mír!
- 1945–1985 – 40 let bojů, práce a vítězství československého pracujícího lidu za socialismus a mír
- V duchu odkazu Slovenského národního povstání upevňujeme ČSSR – společný stát Čechů a Slováků
- Ať žije a vzkvétá naše drahá vlast – Československá socialistická republika!
- Ať sílí a upevňuje se věčné přátelství a bratrská spolupráce ČSSR a SSSR!
- Odkaz Dukly žije v pevném spojenectví ČSSR a SSSR, v bojové družbě ozbrojených sil!
- Poctivá práce – nejlepší dar socialistické vlasti k 40. výročí osvobození
- Jednotně v budování a obraně socialismu!
- Úkoly sedmé pětiletky čestně splníme
- Kvalitní a hospodárná práce – náš vlastenecký a internacionální úkol
- Intenzivní rozvoj národního hospodářství – revoluční úkol současnosti!
- Ať žije marxismus-leninismus – věčně živé, revoluční internacionální učení!
- Ať dále sílí a prohlubuje se svazek dělnické třídy, družstevního rolnictva a socialistické inteligence!
- Zvyšováním účasti pracujících na řízení společnosti k dalšímu rozvoji socialistické demokracie
- Imperialismus USA – úhlavní nepřítel lidstva
- XII. světový festival mládeže a studentstva v Moskvě – za antiimperialistickou solidaritu, mír a přátelství

V závěru knihy je vypsán seznam literatury na pomoc masové politické a agitační práci v roce 1985.